# Layla Roberts
Layla Harvest Roberts (* 22. Oktober 1974 in Kealakekua, Hawaii) ist eine US-amerikanische Schauspielerin und Model, das zum Playboy-Playmate im Monat Oktober 1997 gewählt wurde.

## Leben
Roberts besuchte die High School in Beverly Hills. Sie wurde von einem Mitarbeiter von Elite Model  Management als Model entdeckt. Sie trat in einer Episode der US-Fernsehserie Baywatch – Die Rettungsschwimmer von Malibu auf. Später hatte sie Rollen in Hollywoodfilmen wie Armageddon – Das jüngste Gericht mit Bruce Willis und Beowulf mit Christopher Lambert in den Hauptrollen. Sie war zudem Model auf dem Cover der Zeitschriften Gentlemen’s  Quarterly, FHM und Maxim. 
2004 heiratete Roberts den Internet-Unternehmer John Hilinski, einem der Mitgründer von Altavista. Gemeinsam haben sie eine Tochter.

## Filmografie
- 1997: Baywatch – Die Rettungsschwimmer von Malibu (Baywatch, Fernsehserie, eine Folge)
- 1998: Erotic Confessions (Fernsehserie, eine Folge)
- 1998: Erotic Confessions: Volume 9
- 1998: Armageddon – Das jüngste Gericht (Armageddon)
- 1999: Beowulf
- 2000: Späte Abrechnung (Red Letters)